# The Harder They Come
The Harder They Come je jamajský kriminální film z roku 1972. Film režíroval Perry Henzell, spoluautorem scénáře je Trevor D. Rhone a hlavní roli hraje Jimmy Cliff. Snímek je nejvíce známý díky reggae soundtracku.
Film měl na Jamajce obrovský úspěch, dostal se i na mezinárodní trh a byl označen za pravděpodobně nejvlivnější jamajský film a jeden z nejvýznamnějších filmů z Karibiku.

## Děj filmu
Mladý Ivanhoe pochází z chudé vesnice. Chce se stát známým zpěvákem. Přestěhuje se proto do města. Vše nejde tak, jak si to plánoval a zaplete se do místního podsvětí. Během prodávání marihuany a konání jiných nezákonných aktivit zastřelí policistu. Když prchá před spravedlností, stává se slavným a jeho desky se začínají prodávat. 

## Obsazení
- Jimmy Cliff jako Ivanhoe Martin
- Janet Bartley jako Elsa
- Carl Bradshaw jako Jose
- Ras Daniel Heartman jako Pedro
- Basil Keane jako kazatel
- Elijah Chambers jako Longa
- Bob Charlton jako Hilton
- Volier Johnson jako chlapec s kočárkem
- Winston Stona jako detektiv Ray Jones
- Lucia White jako matka
- Carlton Lee jako nahrávací technik
- Prince Buster jako DJ na diskotéce
- Beverly Anderson jako hospodyně
- Clover Lewis jako prodavačka
- Ed "Bim" Lewis jako fotograf
- Bobby Loban jako Fitz
- Joanne Dunn jako barmanka
- Adrian Robinson jako střihač
- Don Topping jako DJ
- Karl Leslie jako Freddie
- Sandra Redwood jako dívka
- Aston "Bam" Wynter jako opilec
- Alton Ellis jako Ivanův dvojník
- Ulla Fraser a Carol Lawes jako Elsini přátelé